# Calliactis annulata
Calliactis annulata is een zeeanemonensoort uit de familie Hormathiidae.
Calliactis annulata is voor het eerst wetenschappelijk beschreven door Carlgren in 1922.